# 傘兵
傘兵（英語：Paratrooper）是接受過跳傘訓練的士兵，一般作為空降部隊的一部分進行行動，主要是以空降到戰場為作戰方式，其特點是裝備輕、機動性高、兵員精銳。伞兵通常是只使用轻武器的轻步兵，但一些受过特训的伞兵也可以使用一同空投的步兵炮、步兵战车和轻型坦克等重武器来发挥出炮兵或机械化步兵的作战功能。
傘兵通常獨立建制为師級或旅級，直接隸屬於軍團一級或更高級別的指揮機構。因为伞兵是由飛機運送的，所以對於他們是歸於空軍或陸軍也有著不同的作法。中華民國及歐美國家大多將空降兵列入陸軍管轄，而載運的飛機則屬於空軍。中華人民共和國和前蘇聯國家則將空降兵列為空軍的一部分。俄羅斯把它視為獨立軍種——俄羅斯空降軍。同時，在作戰指揮結構上，許多國家將空降兵歸於特種部隊指揮部管轄。

## 歷史

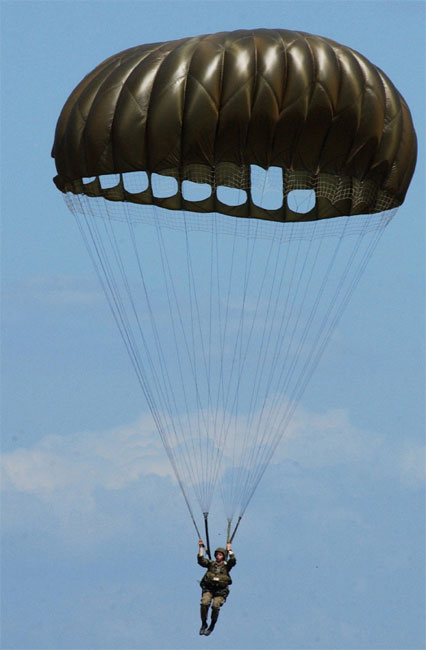
使用MC1-B型降落傘的美國傘兵

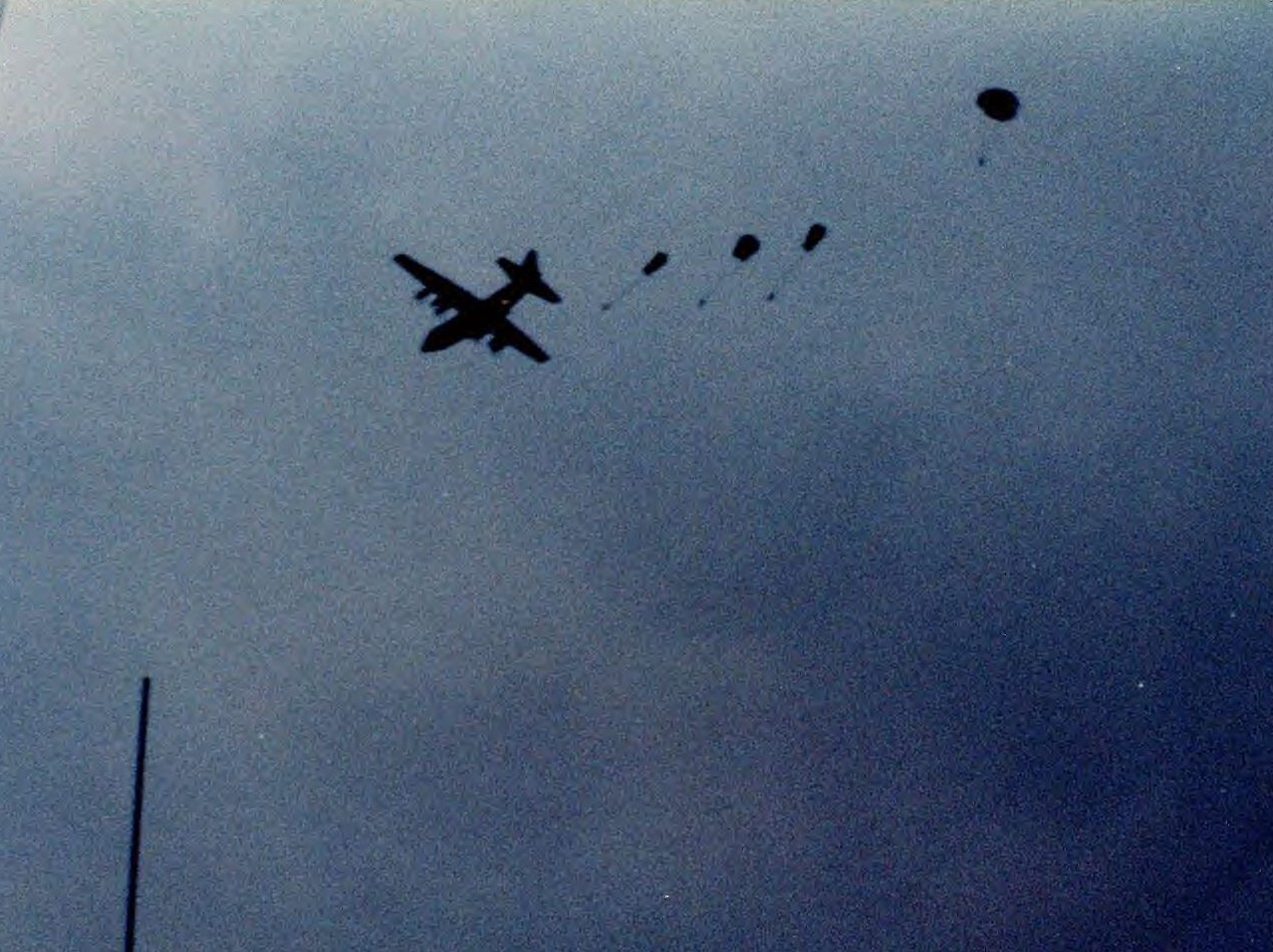
特種空勤團

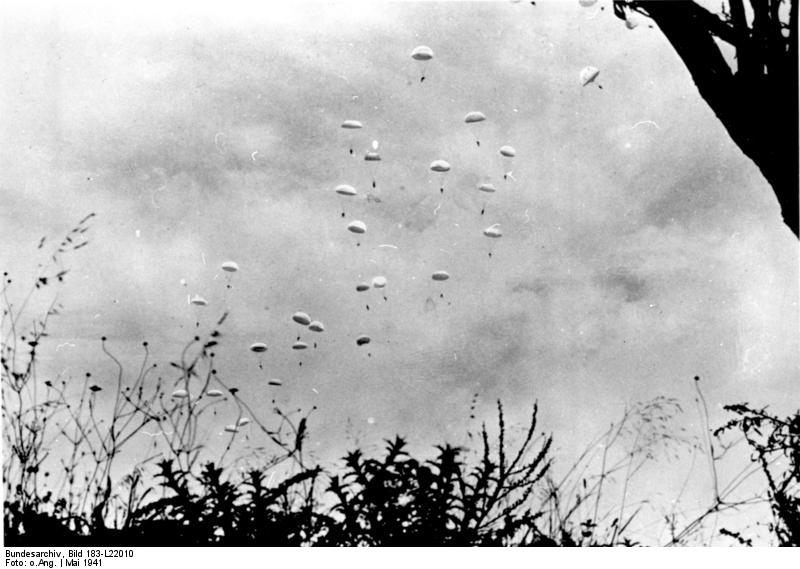
納粹德國的空降獵兵在克里特島的空降行動

1797年10月22日，法国青年安德烈-雅克·加纳林在巴黎借助热气球升至100米的高空，完成人类史上首次成功的跳伞。
1912年3月1日，美國陸軍上尉在密蘇里州進行了來自飛機降落傘的測試。1913年，Štefan Banič第一次取得現代降落傘的專利權。
1927年，苏军使用运输机在中亚地区空投部队，一举歼灭了巴斯瑪奇叛軍，是第一次出现的空降战。
1930年，苏军空降兵正式建立世界上第一支正式的伞兵部队。二戰中，苏联、德国和美国都多次运用空降兵。
歷史上最大規模的一次空降作戰，是1944年在歐洲戰場上進行的市場花園行動，當時美軍投入了第82空降師與第101空降師，英國亦投入第1空降師，企圖奪取在德國控制下的約翰·弗羅斯特大橋，最後以失敗告終。

### 軍事静态线開合跳

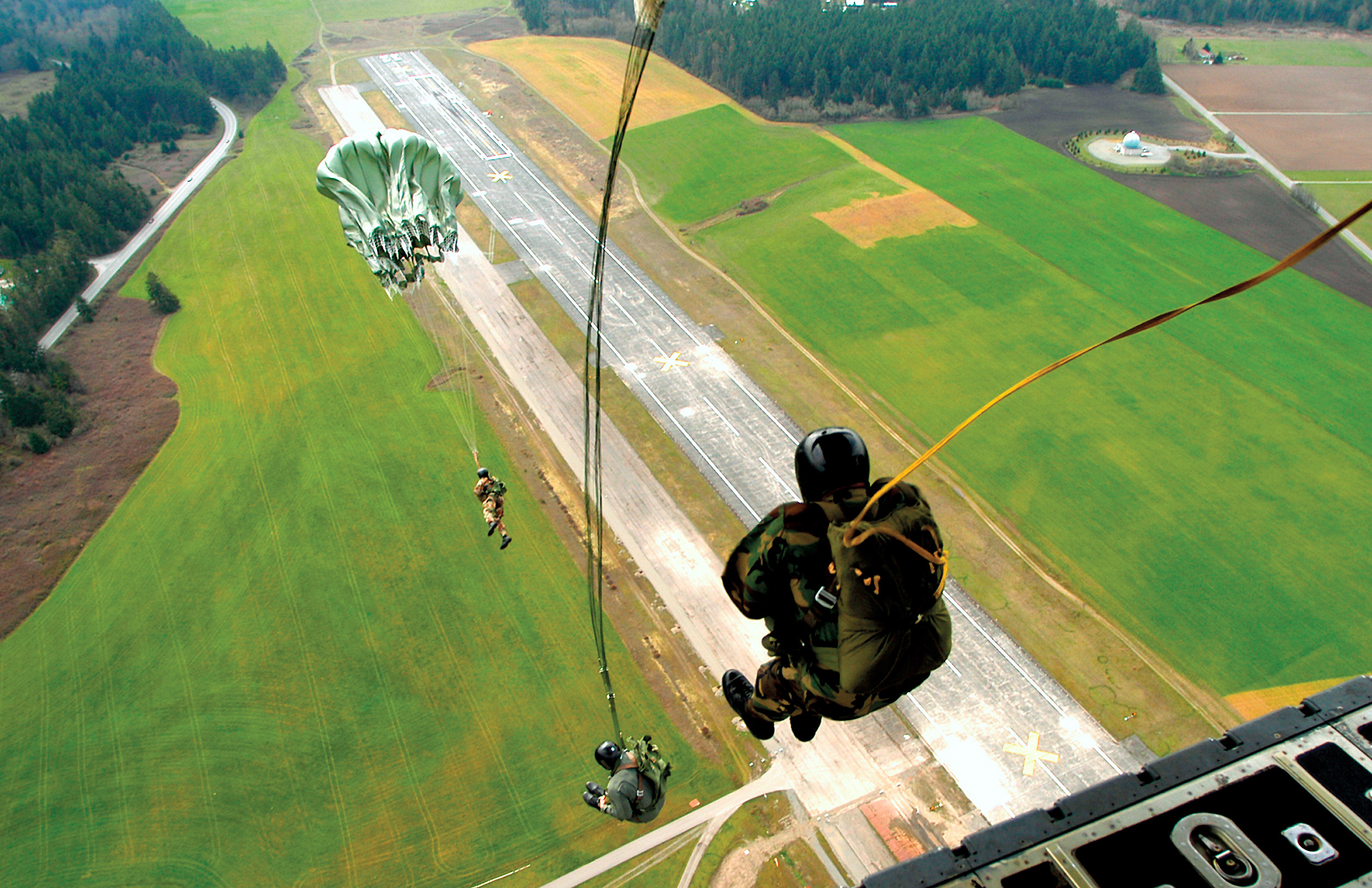
傘兵由 C-130 跳傘圖中那一條便是黃色「静态线」

## 技術

### 軍事開合跳
一條（static line）與傘具外包連接，當傘兵跳出機門時，因重力作用拉出主傘，而引張帶與外包會被留在飛機上。引張帶由掛鉤連結飛機上的鋼索及傘兵。軍事引張帶跳傘（Military static line jump，或稱軍事定點跳傘）的範圍從離地250—381（820—1,250英尺）。傘兵鞋底與褲襠三角地帶皆有鐵板保護以防受傷。

### 高海拔軍事跳傘
而一些傘兵部隊（多為特種部隊）也會進行高難度的高海拔軍事跳傘（High altitude military parachuting）。在海拔高度4,600至11,000米（15,000英尺至35,000英尺）進行跳傘。

### 重型裝備空投
時至今日除步兵外，一些重型設備如輕型車輛和火砲也會被空投前運，空投戰車則較為罕見。這類作戰車輛的空投通常會將車內的駕駛員及戰車兵（三至四人）排除，以避免遭受空中震動的傷害。當車輛成功降落後，兵員會迅速前往車輛並進行駕駛操作。重型裝備會被放置在配有降落傘的專用托盤上進行空投。一些較重型的車輛如BMD-2步兵戰車，則會利用輔助噴氣式傘降系統實施空降。

## 傘兵部隊
時至今日，因為武器及作戰思想的發展，雖然各國軍隊仍然備有傘兵，但是培訓及保持傘兵作戰能量的高成本使得大多數國家無法維持師級以上的傘兵編制；加上直升機的普及化使得空降作戰另闢途徑，一些傳統傘兵因此逐漸轉型成空中突击兵，如美國第101空降師。

### 中华人民共和国
- 中國人民解放軍空降兵軍
  - 第127旅
  - 第128旅
  - 第130旅
  - 第133旅
  - 第134旅
  - 特種作戰旅（雷神突擊隊）
  - 支援旅
  - 運輸航空兵旅

### 中華民國
- 中華民國空降特戰部隊

### 美国
- 第82空降師
- 第101空降師（现已改为空中突击师）
- 第13空降師（已撤编）

### 俄羅斯
- 俄羅斯空降軍

### 法国
- 法國外籍兵團第2外籍傘兵團
- 法国陆军第11伞兵旅（英语：11th Parachute Brigade (France)）

### 英国
- 英国陆军第16空中突擊旅
- 陸軍傘兵團第1營
- 英国陆军特别空勤团
  - 英国陆军第21特别空勤团
  - 英国陆军第22特别空勤团
  - 英国陆军第23特别空勤团

### 苏联
- 蘇聯空降軍

### 德国
- 空降獵兵

### 義大利王國
- 閃電營

### 日本
- 日本陆上自卫队第1空降团（旅級部隊）

### 韓國
- 韓國陸軍特戰司令部（第1、第3、第7、第9、第11、第13空降特戰旅）1980年光州事件即派伞兵镇压光州

### 比利时
- 特種部隊群

### 印度
- 印度陆军伞兵团（英语：Parachute Regiment (India)）

### 巴西
- 巴西陆军伞降步兵旅（英语：Parachute Infantry Brigade (Brazil)）

### 朝鮮
- 朝鮮人民軍特種部隊空降兵